# Sääksmäki kyrka

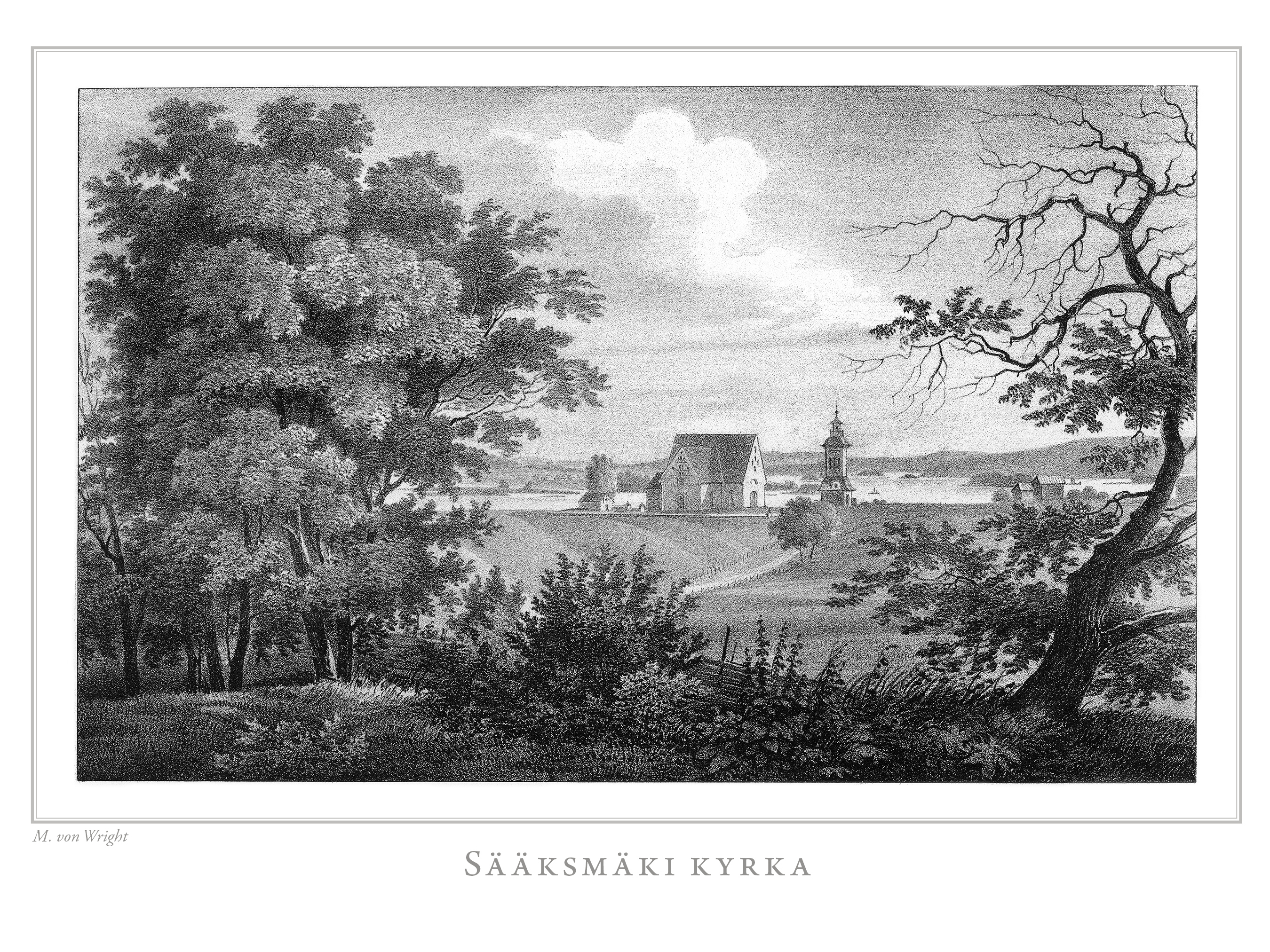
Litografi i Finland framstäldt i teckningar utgiven 1845-1852.

Sääksmäki kyrka i Sääksmäki i Finland är av medeltida ursprung och uppfördes kring sekelskiftet 1500. 
Sääksmäki kyrksocken nämns första gången 1340 men torde ha tillkommit i mitten av 1200-talet. Pälkäne hörde ursprungligen till Sääksmäki men överfördes vid sekelskiftet 1400 som kapell till Kangasala. Ackas kapell torde ha bildats i början 1400-talet. Det utgjorde en självständig kyrksocken år 1483 men hade före det varit ett kapell under Sääksmäki. 
Kyrkobyggnaden har sedan 1839 genomgått ett stort antal ombyggnader. Man rev 1839 sakristian, vapenhuset och långhusets sidoväggar. I stället tillkom två korsarmar och en ny sakristia byggdes öster om korsväggen. Den ena korsarmen rasade 1847 och därefter återuppfördes båda korsarmarna. Kyrkan brann 1929, varefter korsarmarna och sakristian revs, och man byggde små annex som avsågs att knyta an till det medeltida utseendet. Klockstapeln är byggd 1766.